# Karibiska mästerskapet (volleyboll, damer)
Karibiska mästerskapet är en volleybolltävling organiserad av CAZOVA (ett av NORCECA:s zonförbund) sedan 1991.
Tävlingen genomförs vartannat år och är öppen för landslag från CAZOVAs medlemsförbund. Vinnaren kvalificerar sig för nordamerikanska mästerskapet.

## Upplagor
| Säsong               | Säsong                   | Podium                  | Podium              | Podium                   |
| År                   | Spelplats                | Guld                    | Silver              | Brons                    |
| -------------------- | ------------------------ | ----------------------- | ------------------- | ------------------------ |
| 1991 mer information | Surinam                  | Nederländska Antillerna | Surinam             |                          |
| 1992 mer information | Jamaica                  | Bahamas                 | Barbados            | Jamaica                  |
| 1993 mer information | Trinidad och Tobago      | Barbados                | Bahamas             | Trinidad och Tobago      |
| 1994 mer information |                          | Barbados                | Bahamas             | Trinidad och Tobago      |
| 1995 mer information | Barbados                 | Bahamas                 | Barbados            | Trinidad och Tobago      |
| 1996 mer information | Amerikanska Jungfruöarna | Trinidad och Tobago     | Jamaica             | Barbados                 |
| 1998 mer information | Martinique               | Barbados                | Bahamas             | Martinique               |
| 2000 mer information | Barbados                 | Barbados                | Trinidad och Tobago | Jamaica                  |
| 2002 mer information | Trinidad och Tobago      | Barbados                | Trinidad och Tobago | Nederländska Antillerna  |
| 2004 mer information | Barbados                 | Barbados                | Jamaica             | Trinidad och Tobago      |
| 2006 mer information | Nassau                   | Trinidad och Tobago     | Barbados            | Haiti                    |
| 2008 mer information | Bridgetown               | Trinidad och Tobago     | Barbados            | Jamaica                  |
| 2010 mer information | Paramaribo               | Trinidad och Tobago     | Surinam             | Barbados                 |
| 2012 mer information | Saint Croix              | Trinidad och Tobago     | Barbados            | Amerikanska Jungfruöarna |
| 2014 mer information | Port of Spain            | Trinidad och Tobago     | Jamaica             | Surinam                  |
| 2017 mer information | Jamaica                  | Trinidad och Tobago     | Jamaica             | Surinam                  |
| 2018 mer information | Paramaribo               | Trinidad och Tobago     | Surinam             | Barbados                 |
| 2023 mer information | Paramaribo               | Jamaica                 | Trinidad och Tobago | Barbados                 |

## Medaljörer
| Pos. | Lag                      | Guld | Silver | Brons |
| ---- | ------------------------ | ---- | ------ | ----- |
| 1    | Trinidad och Tobago      | 8    | 3      | 4     |
| 2    | Barbados                 | 6    | 5      | 4     |
| 3    | Bahamas                  | 2    | 3      | -     |
| 4    | Jamaica                  | 1    | 4      | 3     |
| 5    | Nederländska Antillerna  | 1    | -      | 1     |
| 6    | Surinam                  | -    | 3      | 2     |
| 7    | Amerikanska Jungfruöarna | -    | -      | 1     |
|      | Haiti                    | -    | -      | 1     |
|      | Martinique               | -    | -      | 1     |